# Valdelamatanza
Valdelamatanza es una entidad local menor situada en la comarca de la Sierra de Béjar. Administrativamente depende de El Cerro, municipio de la provincia de Salamanca, comunidad autónoma de Castilla y León, España.

## Demografía
En 2017 Valdelamatanza contaba con una población de 166 habitantes, de los cuales 82 eran hombres y 84 mujeres. (INE 2017).
| Gráfica de evolución demográfica de Valdelamatanza entre 2000 y 2017                     |
|                                                                                          |
| Fuente: Instituto Nacional de Estadística de España - Elaboración gráfica por Wikipedia. |

Sus 166 habitantes están inscritos en el censo municipal de El Cerro por pertenecer el pueblo a dicho municipio, y participan por tanto en las elecciones municipales de El Cerro y en las elecciones a Cortes de Castilla y León.

## Historia
La fundación de Valdelamatanza se remonta a la repoblación llevada a cabo por el rey Alfonso IX de León en torno a 1227, cuando este monarca creó el concejo de Montemayor del Río, en el que quedó integrado, dentro del Reino de León. Con la creación de las actuales provincias en 1833, Valdelamatanza quedó integrado en la provincia de Salamanca, dentro de la Región Leonesa.

## Transporte
La localidad es atravesada por la SA-138 que la une a la capital municipal de El Cerro por un lado y desemboca ya en la provincia de Cáceres en las cercanías de Aldeanueva del Camino, municipio con el que tiene una estrecha relación y donde se encuentra el enlace con la autovía Ruta de la Plata que une Gijón con Sevilla, permitiendo así unas comunicaciones más rápidas del pueblo con el exterior. 
En cuanto al transporte público se refiere, tras el cierre de la ruta ferroviaria de la Vía de la Plata, que pasaba por el municipio de Béjar y contaba con estación en el mismo, no existen servicios de tren en el municipio ni en los vecinos, ni tampoco línea regular con servicio de autobús, siendo la estación más cercana la de Béjar. Por otro lado el aeropuerto de Salamanca es el más cercano, estando a unos 100km de distancia.

## Servicios
A pesar de pertenecer a la provincia de Salamanca, la Junta de Castilla y León tiene firmado un convenio con la Junta de Extremadura por el que, por motivos de proximidad geográfica, y previo pago de una contraprestación económica, la Junta de Extremadura provee a la entidad local menor de ciertos servicios públicos esenciales, tales como sanidad, educación y conexiones telefónicas. El médico de atención primaria de su consultorio médico procede de Aldeanueva del Camino, y su colegio está integrado en el Colegio Rural Agrupado Vía de la Plata de Baños de Montemayor. Esto se debe a la proximidad de la localidad a Aldeanueva del Camino, frente a la lejanía a la capital municipal, pero llama la atención si se tiene en cuenta que Castilla y León tiene asumidas en su Estatuto de Autonomía las competencias sobre la sanidad y la educación en todo su territorio autonómico. Un convenio firmado entre Castilla y León y Extremadura, por el que se concede a las autoridades públicas extremeñas la prestación de servicios públicos esenciales en el territorio de la entidad local menor a cambio de una contraprestación económica por parte de Castilla y León, facilita la atención médica y educativa a los habitantes del pueblo por profesionales extremeños.